# Khát vọng đổi đời
Khát vọng đổi đời (tên gốc tiếng Hàn Quốc: 미나리 [minaɾi], nghĩa là cần nước, còn được biết đến với tên: Minari) là phim điện ảnh chính kịch của Mỹ năm 2020 do Lee Isaac Chung đảm nhiệm vai trò đạo diễn và biên kịch. Phim có sự tham gia diễn xuất của Steven Yeun, Han Ye-ri, Alan Kim, Noel Kate Cho, Youn Yuh-jung và Will Patton. Là lời trần thuật của Chung về quá khứ của anh, bộ phim có nội dung xoay quanh một gia đình những người nhập cư Hàn Quốc cố gắng lập nghiệp ở vùng nông thôn Hoa Kỳ trong những năm 1980.
Khát vọng đổi đời công chiếu ra mắt tại Liên hoan phim Sundance vào ngày 26 tháng 1 năm 2020 và đã giành chiến thắng tại hai hạng mục Giải thưởng do khán giả bình chọn và Giải thưởng đặc biệt của Ban giám khảo. Tại Mỹ, phim bắt đầu các suất chiếu sớm từ ngày 11 tháng 12 năm 2020 và được hãng A24 cho khởi chiếu tại các rạp vào ngày 12 tháng 2 năm 2021.
Bộ phim đã nhận được sự hoan nghênh của giới phê bình, nhiều trong số đó gọi đây là một trong những phim điện ảnh hay nhất năm 2020. Phim nhận được sáu đề cử tại Giải Oscar lần thứ 93, và giành chiến thắng tại hạng mục Nữ diễn viên phụ xuất sắc nhất (Youn Yuh-jung). Ngoài ra tác phẩm cũng giành chiến thắng Giải Quả cầu vàng cho Phim ngoại ngữ hay nhất, được đề cử Giải SAG cho Dàn diễn viên điện ảnh xuất sắc nhất, đồng thời cũng có mặt tại Giải BAFTA lần thứ 74 với sáu đề cử.

## Nội dung
Năm 1983, gia đình người nhập cư Hàn Quốc Yi chuyển từ California đến mảnh đất mới của họ ở vùng nông thôn Arkansas, nơi người cha Jacob hy vọng sẽ trồng các sản phẩm rau Hàn Quốc để bán cho những thương nhân ở Dallas. Một trong những quyết định đầu tiên của anh là từ chối dịch vụ tìm mạch nước ngầm và tự mình đi đào giếng. Anh nhờ sự giúp đỡ của Paul, một người đàn ông địa phương lập dị và cũng là cựu chiến binh trong cuộc Chiến tranh Triều Tiên. Trong khi Jacob lạc quan về cuộc sống phía trước, vợ anh là Monica lại thất vọng về nơi ở mới, đồng thời lo lắng về tình trạng tim của người con trai David. Công việc hàng ngày của Jacob và Monica là xác định giới tính gà con tại trại giống gần đó; giữa cả hai cũng liên tục xảy ra nhiều cãi vã.
Để giúp trông nom các con vào ban ngày, cả hai sắp xếp để mẹ của Monica là Soon-ja tới ở cùng từ Hàn Quốc. David, người bị buộc phải ở chung phòng với bà, tránh bà vì bà không giống với suy nghĩ của cậu về hình ảnh một người bà. Tuy nhiên, Soon-ja cố gắng thích nghi với cuộc sống ở Hoa Kỳ và gắn bó với lũ trẻ. Cái giếng mà Jacob đào cạn khô. Jacob miễn cưỡng trả tiền nước cho hạt. Anh cũng gặp phải những khó khăn khác, chẳng hạn như nhà cung cấp ở Dallas hủy đơn đặt hàng của họ vào phút cuối. Dù vậy, anh vẫn kiên trì bất chấp việc Monica lên tiếng muốn trở về California. Điều này khiến cuộc hôn nhân của họ tiến gần đến điểm tan vỡ. Trong khi đó, Soon-ja đưa bọn trẻ đi gieo hạt cần nước bên con lạch. Bà nói với chúng rằng cây có khả năng phục hồi và hữu ích như thế nào, đồng thời dự đoán sự phát triển dồi dào. David cuối cùng cũng bắt đầu gần gũi với bà của mình sau khi bà dạy cậu chơi bài, băng bó vết thương cho cậu và dỗ anh ngủ. Soon-ja cũng khuyến khích cậu hoạt động thể chất nhiều hơn, điều mà cha mẹ cậu không khuyến khích. Tuy nhiên, Soon-ja đột nhiên bị đột quỵ chỉ sau một đêm. Bà sống sót sau khi được điều trị y tế, nhưng bị khiếm khuyết về cử động và giọng nói.
Jacob, Monica, Anne và David đến thành phố Oklahoma để kiểm tra tình trạng tim của David và gặp một người bán hàng để chào bán sản phẩm của Jacob. Mặc dù họ biết rằng tình trạng tim của David đã được cải thiện đáng kể và Jacob thực hiện thỏa thuận bán rau cho một người bán tạp hóa Hàn Quốc, Jacob cũng gián tiếp thừa nhận với Monica rằng sự thành công của vụ mùa đối với anh ấy quan trọng hơn sự ổn định của gia đình họ. Sau một cuộc tranh cãi tình cảm, cả hai ngầm đồng ý ly thân. Tuy nhiên, Soon-ja đã vô tình làm cháy nhà kho chứa nông sản khi họ vắng mặt. Về đến nhà, Jacob lao vào để cứu cây trồng, và Monica cũng lao vào giúp anh ngay sau đó. Cuối cùng, ngọn lửa bùng phát ngoài tầm kiểm soát, và họ quyết định cứu nhau và rời khỏi nhà kho bị cháy. Soon-ja quẫn trí và bối rối bắt đầu đi lạc về phía xa, khi Anne và David chạy theo gọi bà quay lại. Thấy bà không đáp lại, David lao vào chặn đường bà. Soon-ja dường như nhận ra David trong giây lát, đưa tay nắm lấy tay cậu; cả hai đứa cháu dẫn bà trở về nhà. Cả gia đình ngủ gục trên sàn nhà vì quá mệt mỏi vì đêm hôm trước. Phía trên họ, Soon-ja thức ngồi trên ghế, nhìn mọi người ngủ với nét mặt dịu dàng.
Một thời gian sau, Jacob và Monica cùng với thợ tìm mạch nước tìm được vị trí của mạch nước ngầm và đánh dấu lại. Sau đó Jacob và David đi đến con lạch để thu hoạch cây cần nước. Jacob khen ngợi Soon-ja đã chọn chỗ trồng cần nước tốt như thế nào.

## Diễn viên
- Steven Yeun vai Jacob Yi
- Han Ye-ri vai Monica Yi
- Alan Kim vai David Yi
- Noel Kate Cho vai Anne Yi
- Youn Yuh-jung vai Soon-ja
- Will Patton vai Paul
- Scott Haze vai Billy
- Jacob Wade vai Johnnie

## Sản xuất

### Phát triển
Ban đầu Chung hy vọng sẽ chuyển thể tác phẩm My Ántonia của cố nhà văn Willa Cather nhưng phát hiện ra rằng Cather không muốn bất cứ ai thực hiện một bộ phim chuyển thể tác phẩm của bà. Chung thấy anh có cảm hứng thực hiện một bộ phim về tuổi thơ ở nông thôn của chính bản thân anh. Sau đó, anh đến thư viện và viết ra một số kỷ niệm cá nhân mà sau này anh sử dụng làm cơ sở phát triển câu chuyện.
Chung viết kịch bản cho Khát vọng đổi đời vào năm 2018 ngay trước khi đảm nhận vị trí giảng viên tại cơ sở Châu Á của Đại học Utah ở Incheon. Anh cho biết Cather và Fyodor Dostoevsky là hai nguồn cảm hứng chính trong quá trình thực hiện kịch bản, đồng thời nhắc lại về "cuộc đời của [Cather] chỉ thực sự bắt đầu khi bà thôi ngưỡng mộ người khác và bắt đầu hoài niệm chính bản thân mình" như một động lực để rút ra những trải nghiệm riêng cho chính mình. Trong một bài phỏng vấn với LA Times, Chung đã chia sẻ về những thách thức khi kể lại câu chuyện về gia đình mình: "Thật khó khăn vì tôi biết cha mẹ mình đều là những người kín đáo. Tôi thậm chí còn không nói với họ rằng tôi đang thực hiện bộ phim này cho đến khi tôi ngồi trong phòng biên tập sau khi công tác quay phim đã hoàn tất, bởi vì tôi rất sợ về những điều mà họ sẽ nói." Chung đã sử dụng tiếng Anh làm phương tiện để viết kịch bản, và những lời thoại bằng tiếng Hàn sau đó được dịch sang tiếng Hàn. Những phần thoại này được dịch giả Hong Yeo-ul dịch sang tiếng Hàn phổ thông sau khi đã trao đổi với đạo diễn và các diễn viên.
Đầu năm 2019, Christina Oh và Plan B Entertainment đã ký hợp đồng với tư cách là nhà sản xuất của Khát vọng đổi đời. A24 là công ty chịu trách nhiệm phân phối bộ phim.

### Tuyển diễn viên
Tháng 7 năm 2019, các nguồn tin xác nhận Steven Yeun, Han Ye-ri, Youn Yuh-jung, Will Patton và Scott Haze sẽ tham gia dự án phim.
Ban đầu Han Ye-ri cảm thấy cô không thể đảm nhận vai Monica Yi do bận bịu với việc ghi hình phim truyền hình Hoa lục đậu. Cô đã đề xuất nữ diễn viên Chun Woo-hee đảm nhiệm vai diễn này vì cô cho rằng vai diễn Monica cần một phụ nữ sinh ra tại Hàn Quốc đảm nhiệm. Han Ye-ri cho biết trong số các nhân vật chính, Monica "có vẻ là người đậm chất Hàn Quốc nhất" do nhân vật này gặp nhiều khó khăn khi sinh sống tại Mỹ, vậy nên cô cho rằng một nữ diễn viên sinh ra ở Hàn Quốc, nói tiếng Hàn bẩm sinh sẽ phù hợp với vai diễn hơn. Han Ye-ri cũng cho biết cô chọn đóng Khát vọng đổi đời này "không phải vì nó là phim Hollywood hay vì muốn tiến vào Hollywood. Tôi chọn nó vì kịch bản hay và đạo diễn giỏi," và vì tác phẩm "có kinh phí thấp nên lối quay không hề lạ lẫm so với các phim độc lập tôi từng đóng".

### Quay phim
Quá trình quay phim chính bắt đầu từ tháng 7 năm 2019 tại Tulsa, Oklahoma. Công tác quay phim kéo dài 25 ngày. Để kịp tiến độ ra mắt tại Liên hoan phim Sundance, biên tập viên Harry Yoon đã thực hiện công tác dựng phim ngay khi quá trình sản xuất vẫn đang diễn ra. Trong thời gian quay phim Han và Youn Yuh-jung sống trong cùng một chỗ nghỉ Airbnb. Vì Youn Yuh-jung chưa được biết đến ở Mỹ, không giống như ở Hàn Quốc nơi bà là một nữ diễn viên gạo cội được đánh giá cao, bà cảm thấy rằng mình cần phải thể hiện khả năng diễn xuất của mình với những khán giả mới.
Youn Yuh-jung đã từng sinh sống ở Mỹ trước đó và đã áp những trải nghiệm đó vào phần diễn xuất của mình. Lee Isaac Chung đã khuyên bà đừng cố nhập vai Soon-ja giống hệt như người bà của anh ngoài đời, và ý kiến này đã được Youn Yuh-jung hoan nghênh. Chung cũng tiếp thu những ý kiến của Youn Yuh-jung, trong đó có một đề xuất mà nhân vật của bà lấy trộm tiền từ việc cúng dường nhà thờ, mặc dù nền tảng tôn giáo của Chung khiến anh hơi do dự trong việc thực hiện ý tưởng này. Theo Youn Yuh-jung, Lee Isaac Chung có ý định để nhân vật Soon-ja còn sống ở cuối câu chuyện.

### Âm nhạc
| Minari: Original Motion Picture Soundtrack | Minari: Original Motion Picture Soundtrack | Minari: Original Motion Picture Soundtrack |
| STT                                        | Nhan đề                                    | Thời lượng                                 |
| ------------------------------------------ | ------------------------------------------ | ------------------------------------------ |
| 1.                                         | "Intro"                                    | 1:39                                       |
| 2.                                         | "Jacob and the Stone"                      | 1:39                                       |
| 3.                                         | "Big Country"                              | 2:16                                       |
| 4.                                         | "Garden of Eden"                           | 1:36                                       |
| 5.                                         | "Rain Song" (trình bày bởi Han Ye-ri)      | 2:13                                       |
| 6.                                         | "Grandma Picked a Good Spot"               | 3:30                                       |
| 7.                                         | "Halmeoni"                                 | 1:24                                       |
| 8.                                         | "Jacob's Prayer"                           | 1:35                                       |
| 9.                                         | "Wind Song" (trình bày bởi Han Ye-ri)      | 2:42                                       |
| 10.                                        | "Birdslingers"                             | 1:53                                       |
| 11.                                        | "Oklahoma City"                            | 1:09                                       |
| 12.                                        | "Minari Suite"                             | 3:49                                       |
| 13.                                        | "You'll Be Happy"                          | 0:53                                       |
| 14.                                        | "Paul's Antiphony"                         | 1:54                                       |
| 15.                                        | "Find It Every Time"                       | 2:03                                       |
| 16.                                        | "Outro"                                    | 2:54                                       |
| Tổng thời lượng:                           | Tổng thời lượng:                           | 33:09                                      |

## Phát hành
Khát vọng đổi đời công chiếu ra mắt tại Liên hoan phim Sundance vào ngày 26 tháng 1 năm 2020. Phim cũng được chiếu tại một số liên hoan phim, bao gồm Liên hoan phim Mỹ ở Deauville, Liên hoan phim quốc tế Valladolid, Liên hoan phim quốc tế Hamptons, Liên hoan phim Heartland và Liên hoan phim Montclair.
Ban đầu, bộ phim được lên kế hoạch phát hành tại một số lượng giới hạn các rạp chiếu vào ngày 11 tháng 12 năm 2020, trước khi công chiếu rộng rãi vào ngày 12 tháng 2 năm 2021. Tuy nhiên, việc phát hành tại rạp đã bị hủy bỏ do những tác động của đại dịch COVID-19. Tại Mỹ, phim bắt đầu các suất chiếu sớm từ ngày 11 tháng 12 năm 2020 và được hãng A24 cho khởi chiếu tại các rạp vào ngày 12 tháng 2 năm 2021. Phim được phát hành dưới các định dạng video theo yêu cầu vào ngày 26 tháng 2 năm 2021.

## Đón nhận

### Doanh thu phòng vé
Tính đến ngày 27 tháng 5 năm 2021, Khát vọng đổi đời thu về 3,1 triệu USD chỉ tính riêng tại thị trường Mỹ và Canada và 11,8 triệu USD tại các quốc gia và vùng lãnh thổ khác, đưa tổng mức doanh thu toàn cầu lên tới 14,9 triệu USD.
IndieWire cho biết bộ phim có thể kiếm được 150–200.000 USD từ khoảng 245 rạp chiếu. Tác phẩm sau đó thu về 193.000 USD vào dịp cuối tuần ra mắt, khoảng 63.000 USD vào dịp cuối tuần thứ hai và 53.000 USD vào dịp cuối tuần thứ ba. Cũng trong cuối tuần đó, Khát vọng đổi đời đứng thứ năm trên bảng xếp hạng cho thuê PVOD của Apple TV, xếp thứ sáu trên FandangoNow và thứ tám trên Google Play. Tác phẩm sau đó thu về được 68.000 USD trong dịp cuối tuần thứ tư công chiếu tại Mỹ, cùng với 2,2 triệu USD thu về ở Hàn Quốc và 1 triệu USD tại hai thị trường ở Úc và New Zealand. Vào dịp cuối tuần sau khi phim nhận được sáu đề cử giải Oscar, Khát vọng đổi đời đã kiếm được 306.000 USD từ 786 rạp chiếu.

### Đánh giá chuyên môn
Trên hệ thống tổng hợp kết quả đánh giá Rotten Tomatoes, phim nhận được 98% lượng đồng thuận dựa theo 273 bài đánh giá, với điểm trung bình là 8,70/10. Các chuyên gia của trang web nhất trí rằng, "Được dẫn dắt bởi màn trình diễn xuất sắc của Steven Yeun và Yeri Han, Khát vọng đổi đời mang đến một bức tranh vừa gần gũi vừa đau lòng về gia đình và sự đồng hóa ở Mỹ vào những năm 1980." Trên trang Metacritic, phần phim đạt số điểm 89 trên 100, dựa trên 49 nhận xét, hầu hết là những lời khen ngợi.
A. O. Scott từ The New York Times đã cho tác phẩm một đánh giá tích cực: "Khát vọng đổi đời khiêm tốn, chi tiết và đạm bạc, giống như chính cuộc sống mà [tác phẩm] thể hiện. Dù vậy, chẳng có gì trong [bộ phim] là nhỏ cả, bởi vì tác phẩm đã thể hiện đúng bản chất hiện thực của cuộc sống." Nicholas Barber của BBC đánh giá bộ phim số điểm 5/5 và nhận định: "Được biên kịch và diễn xuất cẩn thận, cùng các cảnh quay đẹp mắt và phần nhạc nền đầy quyến rũ được sử dụng một cách dành dụm, Khát vọng đổi đời hấp dẫn đến mức thật dễ dàng để quên mất là [tác phẩm] cấp tiến đến nhường nào." Bình luận về phim trên Associated Press, Lindsey Bahr đã cho bộ phim 4/4 sao và nhìn nhận: "Một trong những thành công lớn của Khát vọng đổi đời là thể hiện được cái tuổi thơ đích thực. Những đứa trẻ ấy không phải là thánh [...]. Chúng chỉ là chính chúng thôi."

### Giải thưởng
Khát vọng đổi đời ra mắt tại Liên hoan phim Sundance và giành chiến thắng tại hai hạng mục Giải thưởng do khán giả bình chọn và Giải thưởng đặc biệt của Ban giám khảo.  Nó được đưa vào danh sách mười phim hay nhất năm 2020 của Viện phim Mỹ và Ủy ban Quốc gia về Phê bình Điện ảnh, và nhận sáu đề cử giải Oscar. Phim cũng nhận ba đề cử Giải thưởng của Nghiệp đoàn Diễn viên Màn ảnh, 10 đề cử cho Giải Lựa chọn của giới phê bình điện ảnh, và sáu đề cử cho Giải Tâm hồn Độc lập.
Tại lễ trao giải Quả cầu vàng lần thứ 78, phim giành giải Phim Ngoại ngữ hay nhất. Việc xét phim vào giải này thay vì giải Phim chính kịch hay nhất, dựa vào điều lệ của Giải Quả cầu vàng rằng phim có hơn 50% lời thoại không phải tiếng Anh sẽ được xem như một phim ngoại ngữ, đã gây nhiều tranh cãi. Lulu Wang, đạo diễn phim The Farewell từng bị điều lệ này ảnh hưởng, phát biểu rằng "Tôi chưa từng xem phim nào đậm chất Mỹ hơn là phim #Minari trong năm nay. Đó là một câu chuyện về một gia đình nhập cư, tại Mỹ, theo đuổi giấc mơ Mỹ. Chúng ta thật sự cần phải thay đổi những điều lệ lỗi thời này khi cho rằng người Mỹ chỉ nói tiếng Anh." Tác giả Nguyễn Thanh Việt cũng viết rằng "quyết định này nói lên một cách mạnh mẽ về điều gì – một ngôn ngữ hay một người hay một văn hóa – là ngoại lai." Nhiều nhà làm phim, diễn viên, tác giả khác, trong đó có Daniel Dae Kim, Simu Liu, Harry Shum Jr., Franklin Leonard, Phil Lord, Nia DaCosta, Celeste Ng, Min Jin Lee, và Phillipa Soo cũng đã chỉ trích quyết định này với lý do tương tự.